# Albo d'oro della Coppa dell'Imperatore
La pagina elenca le finali e le squadre vincitrici della Coppa dell'Imperatore, massimo torneo calcistico nazionale giapponese.

## Elenco delle finali
| Stagione | Vincitore                                                                                     | Finale                                                                                        | Risultato                                                                                     | Luogo                                                                                         |
| -------- | --------------------------------------------------------------------------------------------- | --------------------------------------------------------------------------------------------- | --------------------------------------------------------------------------------------------- | --------------------------------------------------------------------------------------------- |
| 1921     | Tokyo SC                                                                                      | Tokyo SC - Mikage Club                                                                        | 1-0                                                                                           | Tokyo, Hibiya Park                                                                            |
| 1922     | Nagoya Club                                                                                   | Nagoya Club - Hiroshima Teachers                                                              | 1-0                                                                                           | Tokyo, Toshima Teachers College                                                               |
| 1923     | Astra Club                                                                                    | Astra Club - Nagoya Club                                                                      | 2-1                                                                                           | Tokyo, Tokyo High Teachers College                                                            |
| 1924     | Ri-jo Club                                                                                    | Ri-jo Club - All Mikage                                                                       | 1-0                                                                                           | Tokyo, Meiji-Jingu Stadium                                                                    |
| 1925     | Ri-jo Club                                                                                    | Ri-jo Club - Tokyo Teidai                                                                     | 3-0                                                                                           | Tokyo, Meiji-Jingu Stadium                                                                    |
| 1926     | Edizione annullata a causa della morte dell'imperatore Taisho                                 | Edizione annullata a causa della morte dell'imperatore Taisho                                 | Edizione annullata a causa della morte dell'imperatore Taisho                                 | Edizione annullata a causa della morte dell'imperatore Taisho                                 |
| 1927     | Kobe-Ichi High School                                                                         | Kobe-Ichi High School - Ri-jo Club                                                            | 2-0                                                                                           | Tokyo, Meiji-Jingu Stadium                                                                    |
| 1928     | Waseda WMW                                                                                    | Waseda WMW - Tokyo Teidai                                                                     | 6-1                                                                                           | Tokyo, Meiji-Jingu Stadium                                                                    |
| 1929     | Kwansei Gakuin Daigaku                                                                        | Kwansei Gakuin Daigaku - Hosei Daigaku                                                        | 6-1                                                                                           | Tokyo, Meiji-Jingu Stadium                                                                    |
| 1930     | Kwansei Gakuin Daigaku                                                                        | Kwansei Gakuin Daigaku - Keio BRB                                                             | 3-0                                                                                           | Nishinomiya, Koshien-Minami Athletic Field                                                    |
| 1931     | Tokyo Teidai                                                                                  | Tokyo Teidai - Kobun High School                                                              | 3-0                                                                                           | Tokyo, Meiji-Jingu Stadium                                                                    |
| 1932     | Keio Club                                                                                     | Keio Club - Yoshino Club                                                                      | 6-1                                                                                           | Nishinomiya, Koshien-Minami Athletic Field                                                    |
| 1933     | Tokyo Old Boys                                                                                | Tokyo OB - Sendai                                                                             | 4-1                                                                                           | Tokyo, Meiji-Jingu Stadium                                                                    |
| 1934     | Edizione non disputata per la coincidenza con l'edizione 1934 dei Giochi dell'Asia Orientale. | Edizione non disputata per la coincidenza con l'edizione 1934 dei Giochi dell'Asia Orientale. | Edizione non disputata per la coincidenza con l'edizione 1934 dei Giochi dell'Asia Orientale. | Edizione non disputata per la coincidenza con l'edizione 1934 dei Giochi dell'Asia Orientale. |
| 1935     | Kyungsung                                                                                     | Kyungsung - Tokyo Teidai                                                                      | 6-1                                                                                           | Tokyo, Meiji-Jingu Stadium                                                                    |
| 1936     | Keio BRB                                                                                      | Keio BRB - Bosung Colleges                                                                    | 3-2                                                                                           | Tokyo, Army Toyama Ground                                                                     |
| 1937     | Keio BRB                                                                                      | Keio BRB - Kobe Shodai                                                                        | 3-2                                                                                           | Tokyo, Meiji-Jingu Stadium                                                                    |
| 1938     | Waseda Daigaku                                                                                | Waseda Daigaku - Keio Daigaku                                                                 | 4-1                                                                                           | Tokyo, Meiji-Jingu Stadium                                                                    |
| 1939     | Keio BRB                                                                                      | Keio BRB - Waseda Daigaku                                                                     | 3-2                                                                                           | Tokyo, Meiji-Jingu Stadium                                                                    |
| 1940     | Keio BRB                                                                                      | Keio BRB - Waseda WMW                                                                         | 1-0                                                                                           | Tokyo, Meiji-Jingu Stadium                                                                    |
| 1941     | Edizioni non disputate per effetto della sospensione dovuta alla seconda guerra mondiale.     | Edizioni non disputate per effetto della sospensione dovuta alla seconda guerra mondiale.     | Edizioni non disputate per effetto della sospensione dovuta alla seconda guerra mondiale.     | Edizioni non disputate per effetto della sospensione dovuta alla seconda guerra mondiale.     |
| 1942     | Edizioni non disputate per effetto della sospensione dovuta alla seconda guerra mondiale.     | Edizioni non disputate per effetto della sospensione dovuta alla seconda guerra mondiale.     | Edizioni non disputate per effetto della sospensione dovuta alla seconda guerra mondiale.     | Edizioni non disputate per effetto della sospensione dovuta alla seconda guerra mondiale.     |
| 1943     | Edizioni non disputate per effetto della sospensione dovuta alla seconda guerra mondiale.     | Edizioni non disputate per effetto della sospensione dovuta alla seconda guerra mondiale.     | Edizioni non disputate per effetto della sospensione dovuta alla seconda guerra mondiale.     | Edizioni non disputate per effetto della sospensione dovuta alla seconda guerra mondiale.     |
| 1944     | Edizioni non disputate per effetto della sospensione dovuta alla seconda guerra mondiale.     | Edizioni non disputate per effetto della sospensione dovuta alla seconda guerra mondiale.     | Edizioni non disputate per effetto della sospensione dovuta alla seconda guerra mondiale.     | Edizioni non disputate per effetto della sospensione dovuta alla seconda guerra mondiale.     |
| 1945     | Edizioni non disputate per effetto della sospensione dovuta alla seconda guerra mondiale.     | Edizioni non disputate per effetto della sospensione dovuta alla seconda guerra mondiale.     | Edizioni non disputate per effetto della sospensione dovuta alla seconda guerra mondiale.     | Edizioni non disputate per effetto della sospensione dovuta alla seconda guerra mondiale.     |
| 1946     | Tokyo LB                                                                                      | Tokyo LB - Kobe Daigaku                                                                       | 3-2                                                                                           | Tokyo, Imperial University Stadium                                                            |
| 1947     | Edizioni non disputate a causa della situazione economica e politica del Giappone.            | Edizioni non disputate a causa della situazione economica e politica del Giappone.            | Edizioni non disputate a causa della situazione economica e politica del Giappone.            | Edizioni non disputate a causa della situazione economica e politica del Giappone.            |
| 1948     | Edizioni non disputate a causa della situazione economica e politica del Giappone.            | Edizioni non disputate a causa della situazione economica e politica del Giappone.            | Edizioni non disputate a causa della situazione economica e politica del Giappone.            | Edizioni non disputate a causa della situazione economica e politica del Giappone.            |
| 1949     | Tokyo LB                                                                                      | Tokyo LB - Kwansei Gakuin Daigaku                                                             | 3-2                                                                                           | Tokyo, Waseda Daigaku Higashi-Fushimi                                                         |
| 1950     | Kwansei Gakuin Daigaku                                                                        | Kwansei Gakuin Daigaku - Keio Daigaku                                                         | 6-1                                                                                           | Kariya, Kariya City Stadium                                                                   |
| 1951     | Keio BRB                                                                                      | Keio BRB - Osaka Club                                                                         | 3-2                                                                                           | Sendai, Miyagino Soccer Stadium                                                               |
| 1952     | All Keio                                                                                      | All Keio - Osaka Club                                                                         | 6-2                                                                                           | Fujieda, Higashi High School                                                                  |
| 1953     | Kwansei Gakuin Daigaku                                                                        | Kwansei Gakuin Daigaku - Osaka Club                                                           | 5-4 (dts)                                                                                     | Kyoto, Nishikyogoku Stadium                                                                   |
| 1954     | All Keio                                                                                      | All Keio - Toyo Kogyo                                                                         | 5-3                                                                                           | Kōfu, Yamanashi Prefectual Stadium                                                            |
| 1955     | Kwansei Gakuin Daigaku                                                                        | Kwansei Gakuin Daigaku - Chūō Daigaku                                                         | 4-2                                                                                           | Nishinomiya, Hankyu Nishinomiya Stadium                                                       |
| 1956     | Keio BRB                                                                                      | Keio BRB - Yawata Steel                                                                       | 5-3                                                                                           | Ōmiya, Omiya Athletic Stadium                                                                 |
| 1957     | Chūō Daigaku                                                                                  | Chūō Daigaku - Toyo Kogyo                                                                     | 1-0                                                                                           | Hiroshima, Kokutaiji High School                                                              |
| 1958     | Kwansei Gakuin Daigaku                                                                        | Kwansei Gakuin Daigaku - Yawata Steel                                                         | 1-0                                                                                           | Fujieda, Higashi High School                                                                  |
| 1959     | Kwansei Gakuin Daigaku                                                                        | Kwansei Gakuin Daigaku - Chūō Daigaku                                                         | 1-0                                                                                           | Tokyo, Koshikawa Soccer Stadium                                                               |
| 1960     | Furukawa Electric                                                                             | Furukawa Electric - Keio BRB                                                                  | 4-0                                                                                           | Osaka, Utsubo Soccer Stadium                                                                  |
| 1961     | Furukawa Electric                                                                             | Furukawa Electric - Chūō Daigaku                                                              | 3-2                                                                                           | Fujieda, Higashi High School                                                                  |
| 1962     | Chūō Daigaku                                                                                  | Chūō Daigaku - Furukawa Electric                                                              | 2-1                                                                                           | Kyoto, Nishikyogoku Stadium                                                                   |
| 1963     | Waseda Daigaku                                                                                | Waseda Daigaku - Hitachi Head Office                                                          | 2-1                                                                                           | Kōbe, Ōji Stadium                                                                             |
| 1964     | Nippon Steel Furukawa Electric                                                                | Yawata Steel - Furukawa Electric                                                              | 0-0                                                                                           | Kōbe, Ōji Stadium                                                                             |
| 1965     | Toyo Kogyo                                                                                    | Toyo Kogyo - Yawata Steel                                                                     | 3-2                                                                                           | Tokyo, Komazawa Stadium                                                                       |
| 1966     | Waseda Daigaku                                                                                | Waseda Daigaku - Toyo Kogyo                                                                   | 3-2 (dts)                                                                                     | Tokyo, Komazawa Stadium                                                                       |
| 1967     | Toyo Kogyo                                                                                    | Toyo Kogyo - Mitsubishi HI                                                                    | 3-2                                                                                           | Tokyo, Stadio Nazionale Olimpico                                                              |
| 1968     | Yanmar Diesel                                                                                 | Yanmar Diesel - Mitsubishi HI                                                                 | 1-0                                                                                           | Tokyo, Stadio Nazionale Olimpico                                                              |
| 1969     | Toyo Kogyo                                                                                    | Toyo Kogyo - Rikkyō Daigaku                                                                   | 4-1                                                                                           | Tokyo, Stadio Nazionale Olimpico                                                              |
| 1970     | Yanmar Diesel                                                                                 | Yanmar Diesel - Toyo Kogyo                                                                    | 2-1 (dts)                                                                                     | Tokyo, Stadio Nazionale Olimpico                                                              |
| 1971     | Mitsubishi HI                                                                                 | Mitsubishi HI - Yanmar Diesel                                                                 | 3-1                                                                                           | Tokyo, Stadio Nazionale Olimpico                                                              |
| 1972     | Hitachi                                                                                       | Hitachi - Yanmar Diesel                                                                       | 2-1                                                                                           | Tokyo, Stadio Nazionale Olimpico                                                              |
| 1973     | Mitsubishi HI                                                                                 | Mitsubishi HI - Hitachi                                                                       | 2-1                                                                                           | Tokyo, Stadio Nazionale Olimpico                                                              |
| 1974     | Yanmar Diesel                                                                                 | Yanmar Diesel - Eidai Sangyo                                                                  | 2-1                                                                                           | Tokyo, Stadio Nazionale Olimpico                                                              |
| 1975     | Hitachi                                                                                       | Hitachi - Fujita Kogyo                                                                        | 2-0                                                                                           | Tokyo, Stadio Nazionale Olimpico                                                              |
| 1976     | Furukawa Electric                                                                             | Furukawa Electric - Yanmar Diesel                                                             | 4-1                                                                                           | Tokyo, Stadio Nazionale Olimpico                                                              |
| 1977     | Fujita Kogyo                                                                                  | Fujita Kogyo - Yanmar Diesel                                                                  | 4-1                                                                                           | Tokyo, Stadio Nazionale Olimpico                                                              |
| 1978     | Mitsubishi HI                                                                                 | Mitsubishi HI - Toyo Kogyo                                                                    | 1-0                                                                                           | Tokyo, Stadio Nazionale Olimpico                                                              |
| 1979     | Fujita Kogyo                                                                                  | Fujita Kogyo - Mitsubishi HI                                                                  | 2-1                                                                                           | Tokyo, Stadio Nazionale Olimpico                                                              |
| 1980     | Mitsubishi HI                                                                                 | Mitsubishi HI - Tanabe Pharma                                                                 | 2-0                                                                                           | Tokyo, Stadio Nazionale Olimpico                                                              |
| 1981     | Nippon Kokan                                                                                  | Nippon Kokan - Yomiuri                                                                        | 1-0                                                                                           | Tokyo, Stadio Nazionale Olimpico                                                              |
| 1982     | Yamaha Motors                                                                                 | Yamaha Motors - Fujita Kogyo                                                                  | 1-0 (dts)                                                                                     | Tokyo, Stadio Nazionale Olimpico                                                              |
| 1983     | Nissan Motors                                                                                 | Nissan Motors - Yanmar Diesel                                                                 | 2-0                                                                                           | Tokyo, Stadio Nazionale Olimpico                                                              |
| 1984     | Yomiuri                                                                                       | Yomiuri - Furukawa Electric                                                                   | 2-0                                                                                           | Tokyo, Stadio Nazionale Olimpico                                                              |
| 1985     | Nissan Motors                                                                                 | Nissan Motors - Fujita                                                                        | 2-0                                                                                           | Tokyo, Stadio Nazionale Olimpico                                                              |
| 1986     | Yomiuri                                                                                       | Yomiuri - Nippon Kokan                                                                        | 2-1                                                                                           | Tokyo, Stadio Nazionale Olimpico                                                              |
| 1987     | Yomiuri                                                                                       | Yomiuri - Mazda                                                                               | 2-0                                                                                           | Tokyo, Stadio Nazionale Olimpico                                                              |
| 1988     | Nissan Motors                                                                                 | Nissan Motors - Fujita                                                                        | 3-2 (dts)                                                                                     | Tokyo, Stadio Nazionale Olimpico                                                              |
| 1989     | Nissan Motors                                                                                 | Nissan Motors - Yamaha Motors                                                                 | 3-2                                                                                           | Tokyo, Stadio Nazionale Olimpico                                                              |
| 1990     | Matsushita Electric                                                                           | Matsushita Electric - Nissan Motors                                                           | 0-0 (dts) 4-3 (dtr)                                                                           | Tokyo, Stadio Nazionale Olimpico                                                              |
| 1991     | Nissan Motors                                                                                 | Nissan Motors - Yomiuri                                                                       | 4-2 (dts)                                                                                     | Tokyo, Stadio Nazionale Olimpico                                                              |
| 1992     | Yokohama Marinos                                                                              | Yokohama Marinos - Verdy Kawasaki                                                             | 2-1 (dts)                                                                                     | Tokyo, Stadio Nazionale Olimpico                                                              |
| 1993     | Yokohama Flügels                                                                              | Yokohama Flügels - Kashima Antlers                                                            | 6-2 (dts)                                                                                     | Tokyo, Stadio Nazionale Olimpico                                                              |
| 1994     | Bellmare Hiratsuka                                                                            | Bellmare Hiratsuka - Cerezo Osaka                                                             | 2-0                                                                                           | Tokyo, Stadio Nazionale Olimpico                                                              |
| 1995     | Nagoya Grampus E.                                                                             | Nagoya Grampus E. - Sanfrecce Hiroshima                                                       | 3-0                                                                                           | Tokyo, Stadio Nazionale Olimpico                                                              |
| 1996     | Verdy Kawasaki                                                                                | Verdy Kawasaki - Sanfrecce Hiroshima                                                          | 3-0                                                                                           | Tokyo, Stadio Nazionale Olimpico                                                              |
| 1997     | Kashima Antlers                                                                               | Kashima Antlers - Yokohama Flügels                                                            | 3-0                                                                                           | Tokyo, Stadio Nazionale Olimpico                                                              |
| 1998     | Yokohama Flügels                                                                              | Yokohama Flügels - Shimizu S-Pulse                                                            | 2-1                                                                                           | Tokyo, Stadio Nazionale Olimpico                                                              |
| 1999     | Nagoya Grampus E.                                                                             | Nagoya Grampus E. - Sanfrecce Hiroshima                                                       | 2-0                                                                                           | Tokyo, Stadio Nazionale Olimpico                                                              |
| 2000     | Kashima Antlers                                                                               | Kashima Antlers - Shimizu S-Pulse                                                             | 3-2 (dts)                                                                                     | Tokyo, Stadio Nazionale Olimpico                                                              |
| 2001     | Shimizu S-Pulse                                                                               | Shimizu S-Pulse - Cerezo Osaka                                                                | 3-2                                                                                           | Tokyo, Stadio Nazionale Olimpico                                                              |
| 2002     | Kyoto Purple Sanga                                                                            | Kyoto Purple Sanga - Kashima Antlers                                                          | 2-1                                                                                           | Tokyo, Stadio Nazionale Olimpico                                                              |
| 2003     | Júbilo Iwata                                                                                  | Júbilo Iwata - Cerezo Osaka                                                                   | 1-0                                                                                           | Tokyo, Stadio Nazionale Olimpico                                                              |
| 2004     | Tokyo Verdy                                                                                   | Tokyo Verdy - Júbilo Iwata                                                                    | 2-1                                                                                           | Tokyo, Stadio Nazionale Olimpico                                                              |
| 2005     | Urawa Reds                                                                                    | Urawa Reds - Shimizu S-Pulse                                                                  | 2-1                                                                                           | Tokyo, Stadio Nazionale Olimpico                                                              |
| 2006     | Urawa Reds                                                                                    | Urawa Reds - Gamba Osaka                                                                      | 1-0                                                                                           | Tokyo, Stadio Nazionale Olimpico                                                              |
| 2007     | Kashima Antlers                                                                               | Kashima Antlers - Sanfrecce Hiroshima                                                         | 2-0                                                                                           | Tokyo, Stadio Nazionale Olimpico                                                              |
| 2008     | Gamba Osaka                                                                                   | Gamba Osaka - Kashiwa Reysol                                                                  | 1-0 (dts)                                                                                     | Tokyo, Stadio Nazionale Olimpico                                                              |
| 2009     | Gamba Osaka                                                                                   | Gamba Osaka - Nagoya Grampus                                                                  | 4-1                                                                                           | Tokyo, Stadio Nazionale Olimpico                                                              |
| 2010     | Kashima Antlers                                                                               | Kashima Antlers - Shimizu S-Pulse                                                             | 2-1                                                                                           | Tokyo, Stadio Nazionale Olimpico                                                              |
| 2011     | FC Tokyo                                                                                      | FC Tokyo - Kyoto Sanga                                                                        | 4-2                                                                                           | Tokyo, Stadio Nazionale Olimpico                                                              |
| 2012     | Kashiwa Reysol                                                                                | Kashiwa Reysol - Gamba Osaka                                                                  | 1-0                                                                                           | Tokyo, Stadio Nazionale Olimpico                                                              |
| 2013     | Yokohama F·Marinos                                                                            | Yokohama F·Marinos - Sanfrecce Hiroshima                                                      | 2-0                                                                                           | Tokyo, Stadio Nazionale Olimpico                                                              |
| 2014     | Gamba Osaka                                                                                   | Gamba Osaka - Montedio Yamagata                                                               | 3-1                                                                                           | Yokohama, International Stadium Yokohama                                                      |
| 2015     | Gamba Osaka                                                                                   | Gamba Osaka - Urawa Red Diamonds                                                              | 2-1                                                                                           | Tokyo, Tokyo Stadium                                                                          |
| 2016     | Kashima Antlers                                                                               | Kashima Antlers - Kawasaki Frontale                                                           | 2-1                                                                                           | Suita, Suita City Football Stadium                                                            |
| 2017     | Cerezo Osaka                                                                                  | Cerezo Osaka - Yokohama F·Marinos                                                             | 2-1                                                                                           | Saitama, Saitama Stadium 2002                                                                 |
| 2018     | Urawa Red Diamonds                                                                            | Urawa Red Diamonds - Vegalta Sendai                                                           | 1-0                                                                                           | Saitama, Saitama Stadium 2002                                                                 |
| 2019     | Vissel Kobe                                                                                   | Vissel Kobe - Kashima Antlers                                                                 | 2-0                                                                                           | Tokyo, Tokyo Stadium                                                                          |
| 2020     | Kawasaki Frontale                                                                             | Kawasaki Frontale - Gamba Osaka                                                               | 1-0                                                                                           | Tokyo, Tokyo Stadium                                                                          |
| 2021     | Urawa Red Diamonds                                                                            | Urawa Reds - Oita Trinita                                                                     | 2-1                                                                                           | Tokyo, Tokyo Stadium                                                                          |
| 2022     | Ventforet Kofu                                                                                | Ventforet Kofu - Sanfrecce Hiroshima                                                          | 1-1 (dts) 5-4 (dtr)                                                                           | Yokohama, International Stadium Yokohama                                                      |
| 2023     | Kawasaki Frontale                                                                             | Kawasaki Frontale - Kashiwa Reysol                                                            | 0-0 (dts) 8-7 (dtr)                                                                           | Tokyo, Tokyo Stadium                                                                          |
| 2024     | Vissel Kobe                                                                                   | Vissel Kōbe - Gamba Osaka                                                                     | 1-0                                                                                           | Tokyo, Tokyo Stadium                                                                          |

## Titoli per squadra
I titoli sono divisi in base alla denominazione che la squadra utilizzava nella stagione in cui conseguì il trofeo.
| Club                   | Titoli vinti | Stagioni                                                                          |
| ---------------------- | ------------ | --------------------------------------------------------------------------------- |
| Keiō Gijuku Daigaku    | 9            | Keio Club: 1932 Keio BRB: 1936, 1937, 1939, 1940, 1951, 1956 All Keio: 1952, 1954 |
| Urawa Reds             | 8            | Mitsubishi HI: 1971, 1973, 1978, 1980 2005, 2006, 2018, 2021                      |
| Kwansei Gakuin Daigaku | 7            | 1929, 1930, 1958, 1959, 1950, 1953, 1955                                          |
| Yokohama F·Marinos     | 7            | Nissan Motors: 1983, 1985, 1988, 1989, 1991 Yokohama Marinos: 1992 2013           |
| Tokyo Verdy            | 5            | Yomiuri: 1984, 1986, 1987 Verdy Kawasaki: 1996 2004                               |
| Gamba Osaka            | 5            | Matsushita Electric 1990 2008, 2009, 2014, 2015                                   |
| Kashima Antlers        | 5            | 1997, 2000, 2007, 2010, 2016                                                      |
| Waseda Daigaku         | 4            | Waseda WMW: 1928 1938, 1963, 1966                                                 |
| JEF United             | 4            | Furukawa Electric: 1960, 1961, 1964, 1976                                         |
| Cerezo Osaka           | 4            | Yanmar Diesel: 1968, 1970, 1974 2017                                              |
| Tōkyō Daigaku          | 3            | Tokyo Teikoku Dai.: 1931 Tokyo LB: 1946, 1949                                     |
| Sanfrecce Hiroshima    | 3            | Toyo Kogyo: 1965, 1967, 1969                                                      |
| Shonan Bellmare        | 3            | Fujita Kogyo: 1977, 1979 Bellmare Hiratsuka: 1994                                 |
| Kashiwa Reysol         | 3            | Hitachi: 1972, 1975 2012                                                          |
| Kawasaki Frontale      | 2            | 2020, 2023                                                                        |
| Ri-jo Club             | 2            | 1924, 1925                                                                        |
| Chūō Daigaku           | 2            | 1957, 1962                                                                        |
| Yokohama Flügels       | 2            | 1993, 1998                                                                        |
| Nagoya Grampus         | 2            | 1995, 1999                                                                        |
| Júbilo Iwata           | 2            | Yamaha Motors: 1982 2003                                                          |
| Vissel Kōbe            | 2            | 2019, 2024                                                                        |
| Tokyo SC               | 1            | 1921                                                                              |
| Nagoya Club            | 1            | 1922                                                                              |
| Astra Club             | 1            | 1923                                                                              |
| Kobe-Ichi High School  | 1            | 1927                                                                              |
| Tokyo Old Boys         | 1            | 1933                                                                              |
| Kyungsung              | 1            | 1935                                                                              |
| Nippon Steel           | 1            | 1964                                                                              |
| Nippon Kokan           | 1            | 1981                                                                              |
| Shimizu S-Pulse        | 1            | 2001                                                                              |
| Kyoto Sanga            | 1            | Kyoto Purple Sanga: 2002                                                          |
| FC Tokyo               | 1            | 2011                                                                              |
| Ventforet Kofu         | 1            | 2022                                                                              |